# PIRIKA
PIRIKA（ピリカ、1988年7月23日 - ）は、日本の女子キックボクサー。千葉県柏市出身。KING GYM所属。
ムエタイスタイルからの右ミドルキックを得意としながらもパンチも出来るバランスの良い選手である。
リングネームの由来は愛犬の名前からきている。

## 来歴
高校時代はバレーボール部に所属し、高校2年生からキックボクシングジムにも通い始める。アマチュア時代は10戦以上のキャリアを重ねた経験がある。
2009年1月18日、J-NETWORK主催の女子興行「J-GIRLS Catch The stone〜1」にて、美・YUKI選手に3ラウンドKO勝利でプロデビュー戦を飾る。
2009年7月26日、J-GIRLS「Champion festival 2009」にてフライ級10位の薔薇と対戦。この試合は50kg契約であり、通常46kg前後のPIRIKAにとってはかなりの体格・体重差のある試合であったが体重差をものともせず、右ストレートで2度のダウンを奪い1ラウンドでKO勝利した。
2009年8月のランキング更新でミニフライ級8位に初ランキングされた。
2009年12月20日、J-GIRLS「Final Stage 2009 World Queen Tournament 2009」で大島つばきと対戦し、僅差の判定負け。キャリア初黒星となった。
2010年1月31日、「J-GIRLS Catch The stone〜5」新宿FACE大会において2009年度新人賞を受賞。
2010年12月12日、「J-GIRLS 女祭り 2010 〜戦う女は美しい〜」で行なわれた「田嶋はる引退記念スペシャルエキシビションマッチ」に出場し、3Rの対戦相手を務めた。
2011年1月23日、初参戦となったニュージャパンキックボクシング連盟で美保と対戦し、3-0の判定勝ちを収めた。
2012年6月17日 、羅紗陀と結婚する。

## 戦績
| キックボクシング 戦績 | キックボクシング 戦績 | キックボクシング 戦績 | キックボクシング 戦績 | キックボクシング 戦績 | キックボクシング 戦績 | キックボクシング 戦績 |
| --------------------- | --------------------- | --------------------- | --------------------- | --------------------- | --------------------- | --------------------- |
| 13 試合               | (T)KO                 | 判定                  | その他                | 引き分け              | 無効試合              |                       |
| 10 勝                 | 4                     | 6                     | 0                     | 0                     | 0                     |                       |
| 3 敗                  | 0                     | 3                     | 0                     | 0                     | 0                     |                       |

| 勝敗 | 対戦相手   | 試合結果                   | 大会名                                                                                    | 開催年月日     |
| ○    | 美保       | 3分3R終了 判定3-0          | ニュージャパンキックボクシング連盟「15周年記念シリーズ NEW JAPAN BLOOD 1」                | 2011年1月23日  |
| ○    | 武田ひろみ | 1R 0:39 TKO（タオル投入）  | J-NETWORK「J-GIRLS Catch The stone〜10」                                                  | 2010年9月20日  |
| ×    | 美保       | 3R終了 判定0-2             | J-NETWORK「J-GIRLS Catch The stone〜9」 【アトム級次期王座挑戦者決定トーナメント 準決勝】 | 2010年7月25日  |
| ○    | 443        | 3R終了 判定3-0             | J-NETWORK「J-GIRLS Catch The stone〜8」 【アトム級次期王座挑戦者決定トーナメント 1回戦】  | 2010年5月30日  |
| ○    | yu-kid     | 3R終了 判定3-0             | J-NETWORK「J-GIRLS Catch The stone〜6」                                                   | 2010年3月28日  |
| ×    | 大島つばき | 3R終了 判定0-2             | J-NETWORK「J-GIRLS Final Stage 2009 World Queen Tournament 2009」                         | 2009年12月20日 |
| ○    | 薔薇       | 1R 1:23 KO（右ストレート） | J-NETWORK「J-GIRLS Champion Festival 2009」                                               | 2009年7月26日  |
| ○    | yu-kid     | 3R終了 判定2-0             | J-NETWORK「J-GIRLS Catch The stone〜3」                                                   | 2009年5月31日  |
| ○    | 丸中雅恵   | 3R終了 判定2-0             | J-NETWORK「J-GIRLS Catch The stone〜2」                                                   | 2009年4月5日   |
| ○    | 美・YUKI   | 3R 1:16 KO                 | J-NETWORK「J-GIRLS Catch The stone〜1」                                                   | 2009年1月18日  |